# بواز (آلاباما)
بواز شهری است در ایالت آلاباما در کشور آمریکا.

## مکان
بواز در موقعیت () قرار دارد.
با توجه به اطلاعات اداره آمار آمریکا مساحت آن در حدود ۳۱٫۷ کیلومترمربع است.

## مردم‌شناسی
با توجه به آمار سال ۲۰۰۰ جمعیت آن ۷۴۱۱ نفر، ۳۱۵۵ خانواده در آن ساکن هستند.
تعداد ۳۴۶۸ واحد خانه در هر مساحت تقریبی (۱۰۹،۸akm²) قرار دارد.
۲۳% درصد از خانواده‌های فرزند زیر ۱۸ سال داشتند که از این تعداد ۵۰،۸% درصد زوج بوده و ۱۲،۶% درصد زنان بدون شوهر و ۳۳،۹% درصد نیز غیر خانواده بودند.
متوسط درآمد یک خانواده در حدود ۳۴،۰۱۸ دلار آمریکا است و زنان درآمد متوسط ۲۹،۵۰۴ دلار آمریکا و مردان درآمد متوسط ۲۱،۷۵۰ دلار آمریکا بدست می‌آورند.